# Schäuildir
Schäuildir (kasachisch Шәуілдір, russisch Шаульдер Schaulder) ist ein Ort in Kasachstan.

## Geografie
Schäuildir liegt im Süden Kasachstans im Gebiet Türkistan etwa 60 Kilometer südlich der Stadt Türkistan und rund 110 Kilometer nordwestlich von Schymkent. Durch den Ort fließt der Fluss Arys, der wenige Kilometer westlich von Schäuildir in den Syrdarja mündet. Außerdem führt durch den Ort der Altynbekow-Kanal, ein Kanal zur Bewässerung der landwirtschaftlichen Flächen rund um den Ort.

## Bevölkerung
Bei der Volkszählung 1999 hatte Schäuildir 8561 Einwohner. Die Volkszählung 2009 ergab für den Ort eine Einwohnerzahl von 8428. Bei der letzten Volkszählung 2021 lebten 10.195 Menschen in Schäuildir. Die Fortschreibung der Bevölkerungszahl ergab zum 1. Januar 2025 eine Einwohnerzahl von 10.488.
| Einwohnerentwicklung               | Einwohnerentwicklung | Einwohnerentwicklung | Einwohnerentwicklung | Einwohnerentwicklung | Einwohnerentwicklung | Einwohnerentwicklung |
| 1959                               | 1970                 | 1979                 | 1989                 | 1999                 | 2009                 | 2021                 |
| ---------------------------------- | -------------------- | -------------------- | -------------------- | -------------------- | -------------------- | -------------------- |
| 1.449                              | 3.084                | 5.565                | 7.459                | 8.561                | 8.428                | 10.195               |
| Anmerkung: Volkszählungsergebnisse |                      |                      |                      |                      |                      |                      |

## Sehenswürdigkeiten

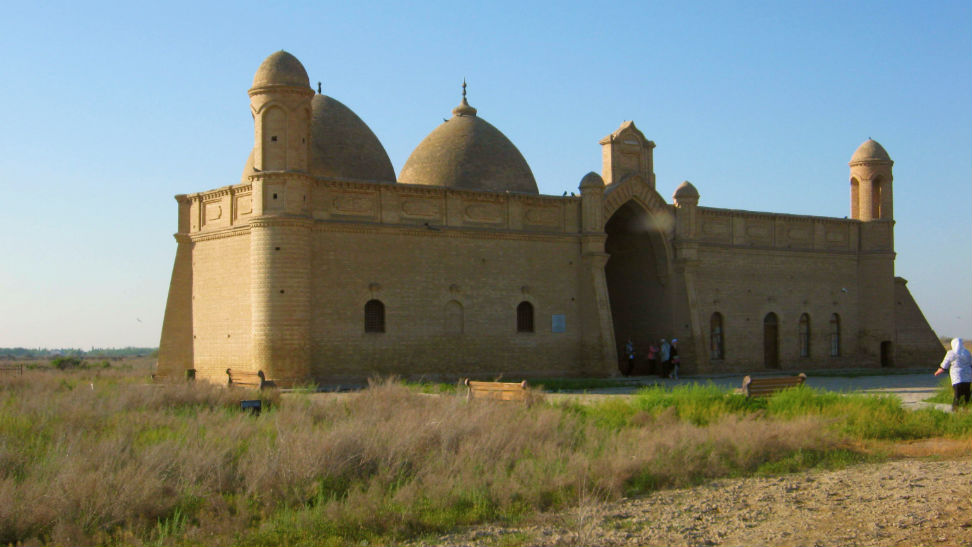
Das Mausoleum von Arystan bab

In der Umgebung von Schäuildir gibt es zahlreiche Denkmäler und Überreste mittelalterlicher Siedlungen. Nördlich von Schäuildir liegen die Überreste von Otrar, einer ehemals bewohnten Stadt an der Seidenstraße. Otrar hatte eine große Bedeutung in der Geschichte Zentralasiens, da es an der Grenze zur sesshaften und landwirtschaftlichen Zivilisation lag. In der Nähe von Otrar befindet sich das Mausoleum von Arystan bab, dessen Vorgängerbauten aus dem 12. Jahrhundert stammen. Dieses ist heute ein bedeutendes Pilgerziel in der Region.

## Verkehr
Durch Schäuildir führt eine regionale Fernstraße, die im weiter nördlich gelegenen Türkistan beginnt und durch mehrere Orte westlich des Syrdarja führt, bevor sie durch Schäuildir weiter bis nach Törtkül führt, wo sie in die M32 mündet. Im wenige Kilometer entfernten Ort Temir befindet sich der nächste Bahnhof an der Trans-Aral-Eisenbahn.